# 曲兴镇
曲兴镇，是中华人民共和国河南省開封市祥符区下辖的一个乡镇级行政单位。

## 行政区划
曲兴镇下辖以下地区：
曲兴村、后湾村、门八府村、尚阳村、大蔡砦村、耿楼村、五闫庙村、乔庄村、苗营村、顺河村、双楼村、小丁砦村、大丁砦村、子陵岗村、东田村和段砦村。